# 祁連山路駅
座標: 北緯31度16分24秒 東経121度22分11秒 / 北緯31.27333度 東経121.36972度
祁連山路駅（きれんざんろえき、中文表記: 祁连山路站）は中華人民共和国上海市普陀区桃浦鎮真南路祁連山路に位置する上海地下鉄11号線の駅。

## 駅構造
- 島式ホーム1面2線の地下駅。ホームドア設置。

| 地下       |                                      |
|            | ←■11号線江蘇路方面（李子園駅）       |
| 島式ホーム |                                      |
|            | →■11号線嘉定北・安亭方面（武威路駅） |

## 駅出口
- 1号出口 - 祁連山路東側、真南路北
- 2号出口 - 祁連山路西側、真南路南
- 3号出口 - 真南路南側、景泰路東
- 4号出口 - 真南路北側、景泰路東
- 5号出口 - 祁連山路西側、真南路北

## 歴史
- 2009年12月31日 - 開業。

## 路線バス
- 62路、117路、727路、742路、744路、750路、562路、822路、838路、859路、323路
- 虎南線
- 滬唐専線
- 北嘉専線

## 隣の駅
上海地下鉄
■11号線
李子園駅 - 祁連山路駅 - 武威路駅